# Ligue des champions de la CAF 1997
Navigation
Édition précédente Édition suivante
La Ligue des champions de la CAF 1997 est la 33e édition de la plus importante compétition africaine de clubs. Il s'agit également de la 1re édition sous la dénomination Ligue des Champions. Cette édition est remportée par le club marocain du Raja Club Athletic après avoir battu en finale les Ghanéens de Goldfields SC.
C'est le deuxième succès du Raja en Coupe des clubs champions africains après celui de 1989 et c'est le quatrième trophée pour le football marocain. Quant à Goldfields, qui réussit là la plus belle campagne africaine de son histoire, c'est la septième fois qu'un club du Ghana échoue en finale, un record. 
Le format évolue à partir de cette saison avec la mise en place d'une phase de poules au niveau des quarts de finale. Les huit formations qualifiées sont réparties en deux groupes, où elles affrontent leurs adversaires deux fois, à domicile et à l'extérieur. À l'issue des matchs, seul le premier de chaque poule se qualifie pour la finale de la compétition, elle aussi disputée en matchs aller-retour.

## Phase qualificative

### Tour préliminaire
| Équipe 1                          | Résultat | Équipe 2                     | Aller | Retour |
| --------------------------------- | -------- | ---------------------------- | ----- | ------ |
| AS CotonTchad                     | -        | AS Tempête Mocaf disqualifié | -     | -      |
| Mogas 90 FC                       | 1 - 2    | CD Travadores                | 1 - 0 | 0 - 2  |
| Munisport Pointe-Noire            | 5 - 1    | Café Bank Sportif            | 4 - 1 | 1 - 0  |
| Junior Professional Football Club | 2 - 1    | Racing Bobo Dioulasso        | 2 - 0 | 0 - 1  |
| Saint-Michel United               | 1 - 5    | FC BFV                       | 1 - 2 | 0 - 3  |
| Notwane FC                        | -        | Blue Waters FC forfait       | -     | -      |
| Limbe Leaf Wanderers              | 2 - 5    | Roma Rovers                  | 1 - 0 | 1 - 5  |
| Young Africans FC                 | 0 - 1    | Express Red Eagles FC        | 0 - 0 | 0 - 1  |

### Premier tour
| Équipe 1              | Résultat | Équipe 2               | Aller | Retour | Tab   |
| --------------------- | -------- | ---------------------- | ----- | ------ | ----- |
| USM Alger             | 9 - 2    | CD Travadores          | 6 - 1 | 3 - 1  | -     |
| Udoji United FC       | 4 - 2    | AS Kaloum Star         | 3 - 1 | 1 - 1  | -     |
| Unisport Bafang       | 2 - 2    | Munisport Pointe-Noire | 2 - 0 | 0 - 2  | 5 - 4 |
| CF Maputo             | 5 - 0    | FC BFV                 | 4 - 0 | 1 - 0  | -     |
| Raja CA               | 5 - 1    | SONACOS                | 3 - 1 | 2 - 0  | -     |
| Mbilinga FC           | 6 - 4    | DC Motema Pembe        | 3 - 0 | 3 - 4  | -     |
| Africa Sports         | 4 - 2    | AS CotonTchad          | 3 - 0 | 1 - 2  | -     |
| Primeiro de Agosto    | 3 - 2    | Notwane FC             | 1 - 1 | 2 - 1  | -     |
| Zamalek SC            | 3 - 1    | Saint-George SA        | 2 - 0 | 1 - 1  | -     |
| Mufulira Wanderers FC | 5 - 1    | APR FC                 | 4 - 1 | 1 - 0  | -     |
| Club africain         | 4 - 3    | Djoliba AC             | 3 - 2 | 1 - 1  | -     |
| Sunrise Flacq United  | 1 - 3    | JS Saint-Pierroise     | 1 - 0 | 0 - 3  | -     |
| Kenya Breweries       | 0 - 0    | Al Hilal               | 0 - 0 | 0 - 0  | 4 - 5 |
| Goldfields SC         | 4 - 2    | Junior Professionals   | 3 - 0 | 1 - 2  | -     |
| CAPS United           | 7 - 6    | Express Red Eagles FC  | 5 - 2 | 2 - 4  | -     |
| Orlando Pirates FC    | 1 - 0    | Roma Rovers            | 1 - 0 | 0 - 0  | -     |

### Deuxième tour
| Équipe 1        | Résultat | Équipe 2              | Aller | Retour |
| --------------- | -------- | --------------------- | ----- | ------ |
| USM Alger       | 3 - 2    | Udoji United FC       | 3 - 0 | 0 - 2  |
| Unisport Bafang | 2 - 4    | CF Maputo             | 1 - 0 | 1 - 4  |
| Raja CA         | 4 - 1    | Mbilinga FC           | 3 - 0 | 1 - 1  |
| Africa Sports   | 1 - 6    | Primeiro de Agosto    | 1 - 1 | 0 - 5  |
| Zamalek SC      | 6 - 2    | Mufulira Wanderers FC | 5 - 2 | 1 - 0  |
| Club africain   | 11 - 1   | JS Saint-Pierroise    | 6 - 1 | 5 - 0  |
| Al Hilal        | 2 - 3    | Goldfields SC         | 2 - 1 | 0 - 2  |
| CAPS United     | 1 - 3    | Orlando Pirates FC    | 1 - 2 | 0 - 1  |

## Phase de groupes

### Groupe A
| Rang | Équipe             | Pts | J | G | N | P | Bp | Bc | Diff |  | Résultats (▼ dom., ► ext.) |     |     |     |     |
| ---- | ------------------ | --- | - | - | - | - | -- | -- | ---- |  | -------------------------- | --- | --- | --- | --- |
| 1    | Raja CA            | 11  | 6 | 3 | 2 | 1 | 10 | 6  | +4   |  | Raja CA                    |     | 0-2 | 4-0 | 1-0 |
| 2    | USM Alger          | 11  | 6 | 3 | 2 | 1 | 9  | 6  | +3   |  | USM Alger                  | 2-2 |     | 1-0 | 2-1 |
| 3    | Primeiro de Agosto | 10  | 6 | 3 | 1 | 2 | 7  | 9  | -2   |  | Primeiro de Agosto         | 1-1 | 2-1 |     | 2-1 |
| 4    | Orlando Pirates FC | 1   | 6 | 0 | 1 | 5 | 5  | 10 | -5   |  | Orlando Pirates FC         | 1-2 | 1-1 | 1-2 |     |

### Groupe B
| Rang | Équipe        | Pts | J | G | N | P | Bp | Bc | Diff |  | Résultats (▼ dom., ► ext.) |     |     |     |     |
| ---- | ------------- | --- | - | - | - | - | -- | -- | ---- |  | -------------------------- | --- | --- | --- | --- |
| 1    | Goldfields SC | 10  | 6 | 3 | 1 | 2 | 10 | 5  | +5   |  | Goldfields SC              |     | 3-1 | 2-0 | 4-0 |
| 2    | Zamalek SC    | 9   | 6 | 3 | 0 | 3 | 7  | 8  | -1   |  | Zamalek SC                 | 2-0 |     | 2-0 | 2-1 |
| 3    | Club africain | 8   | 6 | 2 | 2 | 2 | 3  | 4  | -1   |  | Club africain              | 0-0 | 2-0 |     | 1-0 |
| 4    | CF Maputo     | 7   | 6 | 2 | 1 | 3 | 5  | 8  | -3   |  | CF Maputo                  | 2-1 | 2-0 | 0-0 |     |

## Finale
| Aller            | Goldfields SC | 1 - 0   | Raja CA          | Len Clay Stadium, Obuasi                    |                                             |
| 30 novembre 1997 | Adjei 79e     |         |                  | Spectateurs : 20 000 Arbitrage : Sinko Zeli | Spectateurs : 20 000 Arbitrage : Sinko Zeli |
| 30 novembre 1997 |               | Rapport | 45e, 57e Bekkari | Spectateurs : 20 000 Arbitrage : Sinko Zeli | Spectateurs : 20 000 Arbitrage : Sinko Zeli |

| Retour           | Raja CA           | 1 - 0 | Goldfields SC | Stade Mohammed-V, Casablanca                   |                                                |
| 14 décembre 1997 | Nazir 78e         |       |               | Spectateurs : 90 000 Arbitrage : Lim Kee Chong | Spectateurs : 90 000 Arbitrage : Lim Kee Chong |
| 14 décembre 1997 | Rapport           |       |               | Spectateurs : 90 000 Arbitrage : Lim Kee Chong | Spectateurs : 90 000 Arbitrage : Lim Kee Chong |
| 14 décembre 1997 | Tirs au but 5 - 4 |       |               | Spectateurs : 90 000 Arbitrage : Lim Kee Chong | Spectateurs : 90 000 Arbitrage : Lim Kee Chong |

## Vainqueur
| Ligue des champions de la CAF Vainqueur 1997 |
| -------------------------------------------- |
| Raja Club Athletic Deuxième titre            |